# Буйгород
Бу́йгород (рос. Буйгород) — присілок, підпорядкований місту Волоколамську Московської області Російської Федерації.
Муніципальне утворення — Волоколамський міський округ. Населення становить 11 осіб (2013).

## Історія
Місто під назвою Буйгород відоме з 1497 р. Топонім утворений від слова буй, що в XVI ст. мало значення «відкрите високе місце».
З 14 січня 1929 року входить до складу новоутвореної Московської області. Раніше належало до Волоколамського повіту Московської губернії. Належало до Волоколамського району до його ліквідації 9 червня 2019 року.
У 2006—2019 роках органом місцевого самоврядування було сільське поселення Кашинське. Сучасне адміністративне підпорядкування з 2019 року.

## Населення
| 1852 | 1859 | 1926 | 2002 | 2006 | 2010 |
| ---- | ---- | ---- | ---- | ---- | ---- |
| 588  | ↗653 | ↗769 | ↘12  | ↗19  | ↘11  |